# Jeffrey Bruma
Jeffrey Bruma, né le 13 novembre 1991 à Rotterdam, est un footballeur international néerlandais qui évolue actuellement au poste de défenseur central au Kasımpaşa SK.
Son frère aîné, Marciano, est également footballeur professionnel.

## Carrière
Le 11 février 2011, il est prêté jusqu'à la fin de la saison à Leicester City, qui évolue en Championship.
En juillet 2011, il est prêté par Chelsea au club allemand de Hambourg SV jusqu'en 2012.
Le 31 janvier 2019, il est prêté par le VfL Wolfsburg à Schalke 04 jusqu'à la fin de la saison 2018-2019.
Le 17 Juillet 2023, Bruma rejoint le RKC Waalwijk pour un contrat d'une année.

## Palmarès
PSV Eindhoven
- Championnat des Pays-Bas en 2015 et 2016
- Vainqueur de la Supercoupe des Pays-Bas en 2015.